# Octavarium
Octavarium er det ottende studiealbum af det amerikanske progressiv metalband, Dream Theater. Det er det fjerde og sidste album i The Meta Album. Det tredje album, Train of Thoughts sidste klavertone, er også starten på "The Root of All Evil" på Octavarium. Denne klavertone slutter også den sidste sang, Octavarium.
Octavarium blev udgivet i november, 2005 på pladeselskabet Atlantic Records.

## Turné
Dream Theater begyndte en turné, Gigantour, i Europa 10. juni 2005 og fortsatte i Nordamerika sammen med Megadeth fra juli til september 2005. Bandet optog en koncert i Montreal og udgav den som et live-album. Turneen begyndte for alvor i Finland med "En aften med Dream Theater". Det betød en koncert med anderledes setlist hver aften, og at koncerten varede ca. tre timer. Dream Theater spillede to koncerter i Amsterdam og i London. For at fejre Dream Theaters 20 års jubilæum, spillede de en koncert i New York 1. april 2006. Dream Theater optog og udgav koncerten med titlen "Score".

## Trackliste
| 1.      | "The Root of All Evil" - VI. "Ready" - VII. "Remove"                                                                         | Mike Portnoy                                               | 8:26  |
| 2.      | "The Answers Lies Within" | John Petrucci                                              | 5:33  |
| 3.      | "These Walls" | Petrucci                                                   | 7:36  |
| 4.      | "I Walk Beside You" | Petrucci                                                   | 4:29  |
| 5.      | "Panic Attack" | Petrucci                                                   | 8:13  |
| 6.      | "Never Enough" | Petrucci                                                   | 6:47  |
| 7.      | "Sacrificed Sons" | James LaBrie                                               | 10:43 |
| 8.      | "Octavarium" - I. "Someone Like Him" - II. "Medicate (Awakening)" - III. "Full Circle" - IV. "Intervals" - V. "Razor's Edge" | Portnoy, Petrucci, LaBrie Petrucci LaBrie Portnoy Petrucci | 24:00 |
| 1:15:44 | |                                                            |       |

## Dream Theater
- James LaBrie – vokalist
- John Petrucci – guitarist og bagvokal
- Mike Portnoy – trommeslager og bagvokal
- John Myung – bassist
- Jordan Rudess – keyboard

Et orkester spiller med på sangene "Sacrificed Sons" og "Octavarium".
| Musik | Spire Denne musikartikel er en spire som bør udbygges. Du er velkommen til at hjælpe Wikipedia ved at udvide den. |